# Michael Hanko
Michael Hanko (* 1964 in Spremberg, DDR) ist ein deutscher Politiker der Alternative für Deutschland (AfD). Er ist seit 2019 Mitglied im Landtag Brandenburg.

## Leben
Hanko wohnt in Spremberg im Ortsteil Schwarze Pumpe. Er ist verheiratet und hat zwei Kinder. 

## Entwicklung
Von 1971 bis 1981 besuchte er die Allgemeinbildende Polytechnische Oberschule. Von 1981 bis 1983 absolvierte er eine Ausbildung zum Baufacharbeiter. Von 1997 bis 1998 eine Ausbildung zum Fliesenlegermeister. Hanko war danach als selbstständiger Fliesenlegermeister tätig. 2004 bis 2005 nahm er erfolgreich an einem Lehrgang zum öffentlich bestellten und vereidigten Sachverständigen teil und ist aktuell als öffentlich bestellter und vereidigter Sachverständiger im Fliesen-, Platten- und Mosaiklegerhandwerk tätig. Hanko ist seit 2008 Mitglied im Ortsbeirat in Schwarze Pumpe und Mitglied der Stadtverordnetenversammlung Spremberg. Bis zu einem Eintritt in die AfD saß er dort als parteiloser Abgeordneter.
Im Dezember 2018 trat er der AfD bei. Seit 2019 ist er Vorsitzender der AfD-Fraktion in der Stadtverordnetenversammlung in Spremberg und Mitglied im Kreistag Spree-Neiße. 
Bei der Landtagswahl in Brandenburg 2019 zog Hanko über das Direktmandat im Landtagswahlkreis Spree-Neiße II in den Landtag ein. Dort war er in der 7. Wahlperiode rechtspolitischer Sprecher der AfD-Landtagsfraktion, Mitglied des Rechtsausschusses und Mitglied des Petitionsausschusses. Bei der Landtagswahl 2024 zog er erneut über das Direktmandat im Wahlkreis Spree-Neiße II in den Landtag ein.
Seit dem Dezember 2019 ist er Beisitzer im Vorstand des AfD-Kreisverbandes Spree-Neiße.

## Bürgermeisterwahl 2021
Im September 2021 stand er als Kandidat zur Bürgermeisterwahl in Spremberg. Im ersten Wahlgang erreichte er 34,4 %. Da keiner der Bewerber die absolute Mehrheit erreichte, fand am 10. Oktober 2021 eine Stichwahl mit der amtierenden Bürgermeisterin Christine Herntier statt, bei der er mit 39,6 % der abgegebenen Stimmen unterlag.